# Eloy-diszkográfia
Az alábbi lista az Eloy nevű német progresszív rock együttes kiadványait sorolja fel. Az együttes 19 stúdióalbumot, 8 válogatásalbumot és 2 koncertalbumot jelentetett meg. Albumai a Philips, EMI Electrola, FM-Revolver Records, ACI Records, GUN Records és a Artist Station Records kiadók gondozásában jelentek meg.